# Czuby Południowe
Czuby Południowe – dzielnica administracyjna Lublina położona w południowej części miasta. Wraz z Czubami Północnymi tworzą większą jednostkę urbanistyczną – dzielnicę mieszkaniową Czuby.

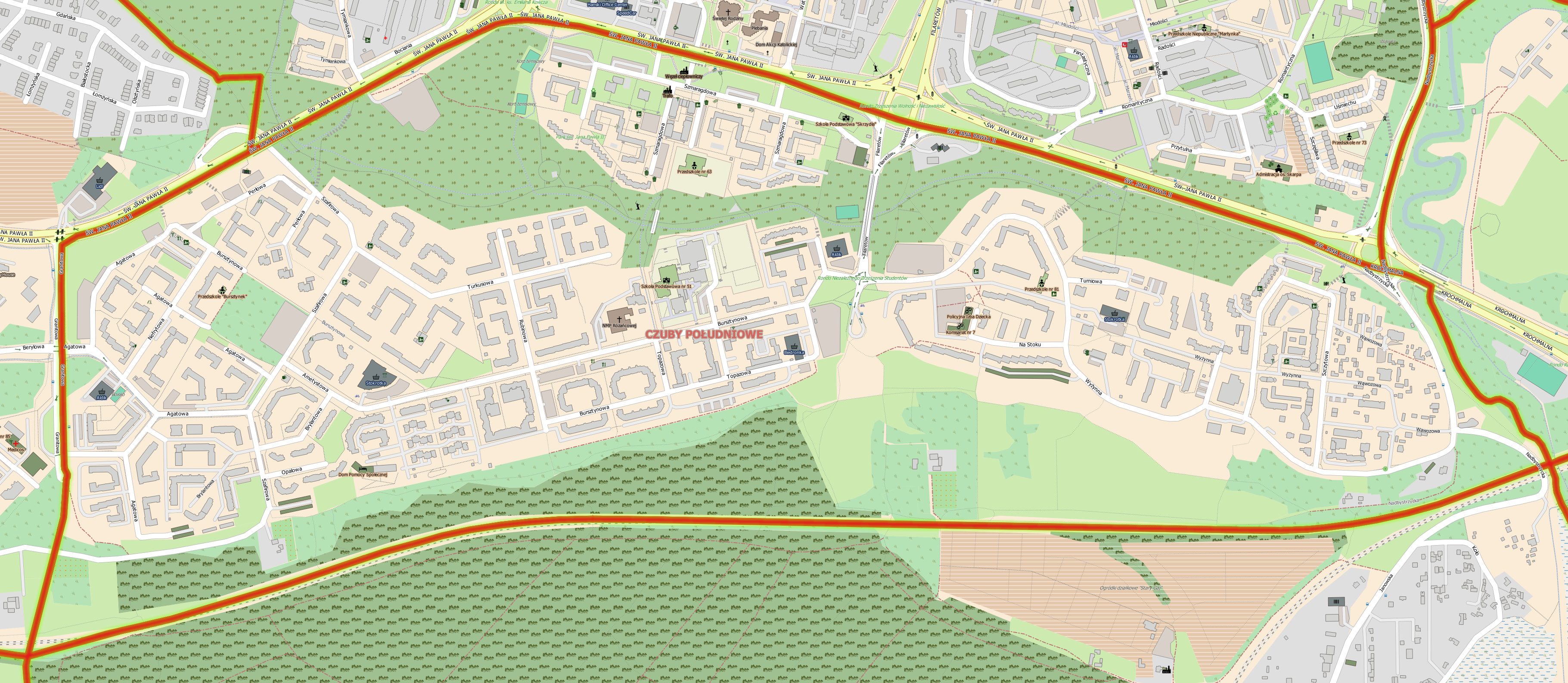
Plan dzielnicy

Granice administracyjne określa statut dzielnicy uchwalony 19 lutego 2009. Granice Czubów Południowych tworzą: od północy ul. Jana Pawła II, od wschodu ul. Nadbystrzycka, od południa tory PKP, a od zachodu – ul. Granitowa. Od północy Czuby Południowe sąsiadują z Czubami Północnymi, od wschodu z dzielnicą Za Cukrownią, od południa z Zemborzycami, a od zachodu z Węglinem Południowym.
Czuby Południowe mają powierzchnię 1,94 km². Pod względem wielkości powierzchni jest to 25. dzielnica (z 27). Mniejsze są jedynie Sławinek (1,8 km²) oraz Stare Miasto (0,94 km²). Według stanu na 30 czerwca 2018 na pobyt stały na Czubach Południowych były zarejestrowane 17 603 osoby. Pod względem liczby ludności dzielnic, jest na pozycji siódmej.

## Osiedla
Dzielnica dzieli się na 3 osiedla mieszkaniowe: Osiedle Poręba, Osiedle Widok oraz Osiedle Górki. Os. Poręba to budynki na zachód od ul. Rubinowej. Os. Widok to budynki pomiędzy ulicą Rubinową, a Filaretów. Zaś Osiedle Górki jest zlokalizowane pomiędzy ul. Filaretów, a ul. Nadbystrzycką na terenie dawnej wsi Rury.

## Edukacja
Na terenie dzielnicy zlokalizowana jest największa szkoła podstawowa w Lublinie – Szkoła Podstawowa nr 51 im. Jana Pawła II licząca ponad 1410 uczniów i 240 pracowników. Również na Osiedlu Widok, na ul. Szmaragdowej znajduje się Publiczne Przedszkole nr 63 w Lublinie. Poza tym w obrębie Czubów Południowych zlokalizowane są też co najmniej 4 przedszkola niepubliczne.

## Transport publiczny
W obrębie dzielnicy znajduje się 8 przystanków publicznej komunikacji miejskiej MPK. Aż 7 z nich znajduje się na granicach z innymi dzielnicami. Jedynie przystanek z pętlą autobusową Os. Widok znajduje się w głębi dzielnicy. Na Czubach Południowych znajduje się również pętla autobusowo-trolejbusowa Os. Poręba.
Od 2019 roku mieszkańcy dzielnicy mogą korzystać z przystanku kolejowego Lublin Zachodni znajdującego się na granicy Czubów z Zemborzycami.

## Sport i rekreacja
Na Czubach Południowych znajduje się również Park im. Jana Pawła II. Ciągnie się on przez całą długość dzielnicy. Zlokalizowanych w nim jest wiele elementów rekreacji – m.in. place zabaw, altana koncertowa, ścieżki rowerowe, boiska i przede wszystkim tereny zielone.
Na południe od osiedli mieszkaniowych, a na północ od Starego Gaju, ciągnie się niezabudowany wąwóz. Według planu zagospodarowania przestrzennego (MPZP) z 2002 może tam powstać strefa aktywności gospodarczej. W 2020 złożono wniosek o decyzję środowiskową dotyczącą budynku, który miałby zostać wzniesiony na tym terenie, na wysokości osiedla Górki. W reakcji na to rada miasta przystąpiła do aktualizacji MPZP. Według nowej wersji dokumentu tereny te miałyby pozostać zielone.
W SP nr 51 działa także młodzieżowy klub piłkarski – Widok Lublin.